# Neobrachiella insidiosa
Neobrachiella insidiosa är en kräftdjursart som först beskrevs av Carl Bartholomäus Heller 1865.  Neobrachiella insidiosa ingår i släktet Neobrachiella och familjen Lernaeopodidae. Inga underarter finns listade i Catalogue of Life.